# أبو ديابي
فاسيريكي أبو ديابي (بالفرنسية: Abou Diaby)، من مواليد 11 مايو 1986 في باريس في فرنسا، لاعب كرة قدم فرنسي وهو من اصل أفريقي من دولة كوت ديفوار.
بدأ مسيرته الكروية مع نادي أوكسير في عام 2004، ولعب معهم حتى عام 2006، وشارك معهم في 10 مباريات وسجل هدف واحد، ومنذ عام 2006 وهو يلعب مع نادي آرسنال الإنجليزي.
وقد سجل أبو ديابي هدف في مرمى روما في مباراة الذهاب لدوري أبطال الأبطال 2009
و قد بدأ باللعب مع منتخب فرنسا لكرة القدم في عام 2007.
اشتهر أبو ديابي بكثرة الاصابات حيث عانى من 4 أو 5 اصابات خطيرة  و آخر اصابة له هي الرباط الصليبي في شهر مارس 2013 و سيغيب لمدة تتراوح بين 8و9أشهر.

## روابط خارجية
- أبو ديابي على موقع الاتحاد الدولي (مؤرشف)  (الإنجليزية)
- أبو ديابي على موقع الاتحاد الأوربي (الإنجليزية)
- أبو ديابي على موقع رابطة كرة القدم الفرنسية للمحترفين (الإنجليزية)
- أبو ديابي على موقع قاعدة بيانات كرة القدم.إي يو (الإنجليزية)
- أبو ديابي على موقع بيانات كرة القدم. دي إي (الألمانية)
- أبو ديابي على موقع ليكيب (الفرنسية)
- أبو ديابي على موقع ناشيونال فوتبول تيمز (الإنجليزية)
- أبو ديابي على موقع Soccerbase.com (لاعب) (الإنجليزية)
- أبو ديابي على موقع Soccerway.com (الإنجليزية)
- أبو ديابي على موقع عالم كرة القدم.نت (الإنجليزية)